# 鈴木宏
鈴木 宏（すずき ひろし、1926年 - 2013年）は、日本の医学者。山梨医科大学名誉教授。財団法人ウイルス肝炎研究財団常務理事。栃木県出身。

## 来歴
旧制東京府立第八中学校に入学するが進級が出来ず、旧制栃木県立栃木中学校を経て、旧制松本高等学校理科乙類、東京帝国大学医学部卒業。
東京大学医学部附属病院第一内科入局、1980年山梨医科大学（現 山梨大学）内科学講座第1教室（第一内科）初代教授。1992年に山梨医科大学第2代学長。

## 著書
- 「ウイルス肝炎―急性肝炎から肝癌まで」（林康之との共著）（医学書院）
- 「C型肝炎update―基礎から臨床まで」（古田精市との共著）（中外医学社）